# Olaszi park
Az Olaszi park (románul: Parcul Olosig, korábban Parcul Mihai Viteazul) városi közpark Nagyvárad Olaszi városrészében, a Corneliu Coposu és a Spartacus utcák között.

## Története
A helyen a 18. század végétől az Olaszi temető működött. A nagyváradi önkormányzat 2009-es döntése alapján az akkor már jelentősen elhanyagolt olaszi és szőlősi temetőket felszámolták. Előbbi helyén később parkot alakítottak ki, amit II. Mihály havasalföldi fejedelemről neveztek el (Parcul Mihai Viteazul), akinek a szobrát is át akarták ide helyezni a városközpontból; az átnevezés tiltakozást váltott ki a város magyar közösségéből. Végül 2018-ban az Erdélyi Magyar Néppárt kezdeményezésére az Olaszi park (Parcul Olosig) nevet kapta.